# Thymus targuistii
Thymus targuistii là một loài thực vật có hoa trong họ Hoa môi. Loài này được Tahiri & Rejdali miêu tả khoa học đầu tiên năm 1996.